# Grand Prix USA 1977
Grand Prix USA 1977 (oficiálně XX Toyota United States Grand Prix) se jela na okruhu Watkins Glen International ve Watkins Glen v New Yorku ve Spojených státech amerických dne 2. října 1977. Závod byl patnáctým v pořadí v sezóně 1977 šampionátu Formule 1.

## Závod
| Poř.   | No. | Jezdec                | Konstruktér        | Počet kol | Čas/Odstoupení    | Pořadí na startu | Body |
| ------ | --- | --------------------- | ------------------ | --------- | ----------------- | ---------------- | ---- |
| 1      | 1   | James Hunt            | McLaren-Ford       | 59        | 1:58:23.267       | 1                | 9    |
| 2      | 5   | Mario Andretti        | Lotus-Ford         | 59        | + 2.026           | 4                | 6    |
| 3      | 20  | Jody Scheckter        | Wolf-Ford          | 59        | + 1:18.879        | 9                | 4    |
| 4      | 11  | Niki Lauda            | Ferrari            | 59        | + 1:40.615        | 7                | 3    |
| 5      | 22  | Clay Regazzoni        | Ensign-Ford        | 59        | + 1:48.138        | 19               | 2    |
| 6      | 12  | Carlos Reutemann      | Ferrari            | 58        | + 1 kolo          | 6                | 1    |
| 7      | 26  | Jacques Laffite       | Ligier-Matra       | 58        | + 1 kolo          | 10               |      |
| 8      | 24  | Rupert Keegan         | Hesketh-Ford       | 58        | + 1 kolo          | 20               |      |
| 9      | 16  | Jean-Pierre Jarier    | Shadow-Ford        | 58        | + 1 kolo          | 16               |      |
| 10     | 30  | Brett Lunger          | McLaren-Ford       | 57        | + 2 kola          | 17               |      |
| 11     | 18  | Hans Binder           | Surtees-Ford       | 57        | + 2 kola          | 25               |      |
| 12     | 7   | John Watson           | Brabham-Alfa Romeo | 57        | + 2 kola          | 3                |      |
| 13     | 28  | Emerson Fittipaldi    | Fittipaldi-Ford    | 57        | + 2 kola          | 18               |      |
| 14     | 4   | Patrick Depailler     | Tyrrell-Ford       | 56        | + 3 kola          | 8                |      |
| 15     | 9   | Alex Ribeiro          | March-Ford         | 56        | + 3 kola          | 23               |      |
| 16     | 3   | Ronnie Peterson       | Tyrrell-Ford       | 56        | + 3 kola          | 5                |      |
| 17     | 25  | Ian Ashley            | Hesketh-Ford       | 55        | + 4 kola          | 22               |      |
| 18     | 27  | Patrick Nève          | March-Ford         | 55        | + 4 kola          | 24               |      |
| 19     | 19  | Vittorio Brambilla    | Surtees-Ford       | 54        | + 5 kol           | 11               |      |
| Ret    | 15  | Jean-Pierre Jabouille | Renault            | 30        | Alternátor        | 14               |      |
| Ret    | 6   | Gunnar Nilsson        | Lotus-Ford         | 17        | Nehoda            | 12               |      |
| Ret    | 8   | Hans-Joachim Stuck    | Brabham-Alfa Romeo | 14        | Nehoda            | 2                |      |
| Ret    | 10  | Ian Scheckter         | March-Ford         | 10        | Nehoda            | 21               |      |
| Ret    | 2   | Jochen Mass           | McLaren-Ford       | 8         | Palivové čerpadlo | 15               |      |
| Ret    | 14  | Danny Ongais          | Penske-Ford        | 6         | Nehoda            | 26               |      |
| Ret    | 17  | Alan Jones            | Shadow-Ford        | 3         | Nehoda            | 13               |      |
| DNQ    | 23  | Patrick Tambay        | Ensign-Ford        |           |                   |                  |      |
| Zdroj: |     |                       |                    |           |                   |                  |      |

## Průběžné pořadí po závodě
Pohár jezdců
| Pořadí | Jezdec           | Body |
| ------ | ---------------- | ---- |
| 1      | Niki Lauda       | 72   |
| 2      | Mario Andretti   | 47   |
| 3      | Jody Scheckter   | 46   |
| 4      | Carlos Reutemann | 36   |
| 5      | James Hunt       | 31   |
| Zdroj: |                  |      |

Pohár konstruktérů
| Pořadí | Konstruktér        | Body    |
| ------ | ------------------ | ------- |
| 1      | Ferrari            | 89 (91) |
| 2      | Lotus-Ford         | 62      |
| 3      | McLaren-Ford       | 47      |
| 4      | Wolf-Ford          | 46      |
| 5      | Brabham-Alfa Romeo | 27      |
| Zdroj: |                    |         |